# Литовська абетка
Лито́вська абе́тка (лит. lietuvių abėcėlė) — абетка на основі латиниці, яку використовують для запису литовської мови. Існує з часів орфографічних реформ 1901-1905 років.
Має 32 літери. Однією з особливостей є те, що літера Y в ній розташована між Į та J.

## Сучасна історія
Литовську абетку в сучасному вигляді запропонував Йонас Яблонскіс у «Граматиці литовської мови» 1901 року. Таку саму абетку використано в літографічному конспекті «Литовської граматички». Алфавіт у «Правописі» Вінцаса Кудирки (1890) по суті відрізняється від сучасного лише відсутністю літери «Ū» та заміною «W» на «V».

## Абетка
| A | Ą | B | C | Č | D | E | Ę | Ė | F | G | H | I | Į | Y | J | K | L | M | N | O | P | R | S | Š | T | U | Ų | Ū | V | Z | Ž |
| a | ą | b | c | č | d | e | ę | ė | f | g | h | i | į | y | j | k | l | m | n | o | p | r | s | š | t | u | ų | ū | v | z | ž |

## Сучасна литовська абетка

### Голосні
Литовська абетка має 12 літер, що позначають голосні звуки. Деякі з них мають спеціальний діакритичний знак — огонек.
| Велика | A    | Ą  | E    | Ę  | Ė  | I | Į  | Y  | O    | U | Ų  | Ū  |
| Мала   | a    | ą  | e    | ę  | ė  | i | į  | y  | o    | u | ų  | ū  |
| МФА    | ɐ ɐː | ɐː | æ æː | æː | eː | i | iː | iː | oː o | u | uː | uː |

### Приголосні
Литовська абетка має 20 літер, що позначають приголосні звуки та окремий диграф ch (глухий м'якопіднебінний фрикативний, ідентичний українському [х]). 
| Велика | B | C  | Č  | D | F | G | H | J | K | L | M | N | P | R | S | Š | T | V | Z | Ž |
| Мала   | b | c  | č  | d | f | g | h | j | k | l | m | n | p | r | s | š | t | v | z | ž |
| МФА    | b | ts | tʃ | d | f | ɡ | ɣ | j | k | l | m | n | p | r | s | ʃ | t | ʋ | z | ʒ |